# Любарская, Людмила Александровна
Людмила Александровна Любарская (урождённая Канторович; род. 15 апреля 1945, Ростов-на-Дону) — немецкая, ранее советская и российская шахматистка, мастер спорта СССР по шахматам (1968), международный арбитр (1985). Победительница чемпионата РСФСР по шахматам среди женщин (1971).

## Биография
Воспитанница тренера Ю. А. Гурфинкель. В 1960-е и 1970-е годы входила в число сильнейших шахматисток РСФСР. В 1963 году стала чемпионкой СССР среди студентов и рабочей молодежи. В 1971 году в Краснодаре победила в чемпионате РСФСР по шахматам среди женщин. В 1977 году стала вторым призером международного турнира по шахматам среди женщин в Гейнице. Четыре раза участвовала в финалах чемпионатов СССР по шахматам среди женщин (1963, 1967, 1970, 1973/1974), в которых лучший результат показала в 1973/1974 году, когда поделила 5—7-е место. Представляла команды «Спартак» (1961) и «Буревестник» (1964) в розыгрыше командного Кубка СССР по шахматам, и завоевала второе место в командном зачёте в 1964 году, и третье место в индивидуальном зачёте в 1961 году
Окончила факультет иностранных языков Волгоградского государственного педагогического института (ныне Волгоградский государственный социально-педагогический университет) В 1993 году вместе с мужем переехала на постоянное место жительство в Германию. В Германии выступала за шахматный клуб «Polizei Sc Hannover» (Ганновер). В 2004 году стала победительницей среди женщин на чемпионате Германии по шахматам среди сеньоров.